# Capsella orientalis
Capsella orientalis là một loài thực vật có hoa trong họ Cải. Loài này được Klokov mô tả khoa học đầu tiên năm 1922.